# Sala Azul
A Sala Azul (em inglês:  Blue Room) é um dos três salões de estado do primeiro andar da Casa Branca, sendo também oval. A Sala Azul é utilizada para recepções e pequenos jantares particulares, sendo sempre mobiliada com peças de cor azul. Sala Azul é uma das três salas ovais desenhadas por James Hoban para a Casa Branca. A Sala Azul possui seis portas das quais duas abrem para a Sala Verde e para a Sala Vermelha. Também existem na sala três janelas que dão vista para o Gramado Sul. 
A sala ainda é mobiliada em Estilo império francês. As sucessivas reformas da sala causaram a venda ou até mesmo a perda de alguns objetos, mas ainda hoje quase todas as peças são originais da reforma da inauguração da sala. 
No início do século XIX um Candeeiro francês foi feito a partir de madeira dourada e pedaços de vidro. O tecido de seda azul usado nas cortinas e móveis foi escolhido por Hillary Clinton. As cadeiras ainda mantém o Selo presidencial. 

## História

### O Salão Oval
Durante a administração de John Adams a Sala Azul serviu como hall de entrada sul da Casa Branca e algumas vezes funcionou como a principal sala de recepção da casa. No governo de James Mandison, o arquiteto Benjamin Henry Latrobe desenhou uma suíte de mobília clássica para a sala, mas os móveis foram incendiados durante a Queima de Washington em 1814. 
Quando a Casa Branca foi reconstruída, o presidente Monroe redecorou a sala no estilo em que ela se encontra atualmente. Martin Van Buren decorou a sala de azul em 1837 e esta decoração se tornou tradicional em todos os governos. No governo de James Buchanan os móveis foram redecorados em estilo vitoriano, mas voltou a decoração voltou a ser estilo império durante a administração de Theodore Roosevelt.

### Governo Truman
A Sala Azul foi reformada durante o governo de Harry Truman e foi adicionada a Varanda Truman.

### Os Kennedy
A restauração de Kennedy trouxe devolta alguns objetos da era Monroe, como as belas cadeiras desenhadas por Pierre-Antoine Bellangé, bem como as mesas e as outras peças de estilo império. a sala foi novamente decorada com seda e tapeçaria azul. 

### Nixon e Clinton
A aparência atual da Sala Azul é resultado da restauração concluída em 1995 pelos comitês que preservam a Casa Branca. A Sala também havia sido reformada em 1971 por Richard Nixon, que manteve as peças originais, porém foi responsável pela colocação do primeiro papel de parede da sala.